# Alfonso de Albuquerque
Alfonso de Albuquerque (in portoghese Afonso de Albuquerque; 1452-1462 – Goa, 16 dicembre 1515) è stato un esploratore e militare portoghese.
Fu un fidalgo portoghese, generale e ammiraglio della marina le cui imprese militari resero possibile la creazione del vicereame portoghese delle Indie e di un vero e proprio impero coloniale nell'oceano Indiano. Alfonso tentò di chiudere i passaggi per l'oceano indiano ed impedire l'entrata delle potenze turche e Hindu, trasformandolo di fatto in un Mare Nostrum portoghese. Conquistatore della Malacca nel 1511, estese la presenza portoghese anche sulle isole della Sonda, su Giava e Sumatra, e nel 1513 assoggettò Hormuz e il suo stretto.
Generalmente considerato un genio militare, venne nominato primo "duca di Goa" (che conquistò nel 1510) dal re Manuele I del Portogallo poco prima della sua morte, primo titolo dato all'esterno della terra madre. Fu il primo duca non appartenente alla famiglia reale. Vittima delle gelosie della corte, tuttavia cadde presto in disgrazia e dovette rendere le sue conquiste a Manuele.

## Prima giovinezza
Secondo alcune fonti del XVII secolo Alfonso de Albuquerque nacque nella freguesia di Alhandra, nell'attuale municipio di Vila Franca de Xira. Gli storici moderni ritengono invece più plausibile quale suo luogo di nascita uno dei possedimenti di famiglia dei genitori, ovvero Vila Verde dos Francos (Alenquer) o Atouguia da Baleia (Peniche). Vi sono anche dubbi sul suo anno di nascita, che può essere collocato in un periodo compreso tra il 1452 ed il 1462. Alfonso era il secondo figlio di Gonçalo de Albuquerque, signore di Vila Verde dos Francos, e di Leonor de Menezes. Suo padre ricopriva una illustre posizione a corte ed era legato a una remota discendenza illegittima con la monarchia portoghese.  Fu educato in matematica e latino alla corte di Alfonso V del Portogallo, dove fece amicizia con il futuro re Giovanni II del Portogallo. Nel 1471, al comando di Afonso V, prese parte alla conquista di Tangeri e Arzila in Marocco, dove poi prestò servizio come ufficiale per alcuni anni.
Nel 1476 accompagnò il principe Giovanni nelle guerre contro la Castiglia, tra cui la battaglia di Toro. Partecipò poi anche alla campagna nella penisola italiana nel 1480 per assistere Ferdinando I di Napoli nel respingere l'invasione ottomana di Otranto. Al suo ritorno nel 1481, il principe Giovanni fu incoronato re Giovanni II e Albuquerque fu fatto maestro di cavalleria e capo scudiero (estribeiro-mor) del re.  Nel 1489 tornò alla campagna militare in Nord Africa, come comandante della difesa nella fortezza di Graciosa, un'isola nel fiume Luco vicino alla città di Larache. Nel 1490 Albuquerque diventò parte della guardia del re Giovanni II. Tornò ad Arzila nel 1495, dove suo fratello minore Martim morì combattendo al suo fianco.

## Spedizioni in oriente

### Prima spedizione
Nel 1503 Alfonso partì per la sua prima spedizione verso oriente, scena dei suoi trionfi futuri. In compagnia del parente Francisco, percorse la rotta che lo portò a circumnavigare il Capo di Buona Speranza e che lo condusse in India, dove aiutò il Re di Cochin; in cambio venne dato il permesso di costruire un forte, ponendo le prime basi dell'impero portoghese in oriente.

### Operazioni nel Golfo Persico
Albuquerque ritornò a casa nel luglio 1504 e venne ricevuto dal re Manuele I, il quale lo mise a comando di uno squadrone formato da cinque vascelli in una flotta di sedici che partì per l'India nel 1506 sotto Tristão da Cunha. Dopo diversi attacchi andati a segno contro le città arabe sulla costa orientale africana, Albuquerque si separò da Tristão e partì con il proprio squadrone contro l'isola di Hormuz, nel Golfo Persico, che all'epoca era uno dei maggiori centri commerciali dell'oriente. Giunse sul luogo il 25 settembre 1507 e in breve ottenne il possesso dell'isola anche se non lo mantenne in seguito a lungo. Fu responsabile della costruzione del castello portoghese sull'isola di Hormuz.
Con il suo squadrone e altre tre unità aggiuntesi, raggiunse la costa di Malabar alla fine del 1508 e con il consenso del Re scalzò dal comando il governatore Don Francisco de Almeida. Almeida rifiutò di riconoscere il fatto e fece imprigionare Alfonso, il quale venne liberato tre mesi dopo con l'arrivo del gran maresciallo portoghese nel 1509. Con Almeida mandato in patria, Albuquerque mostrò presto la propria energia e la determinazione del suo carattere, diventando il secondo viceré dello Stato dell'India, posizione che mantenne fino alla sua morte.

### Operazioni a Goa e Malacca

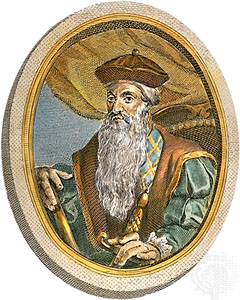
Afonso de Albuquerque

Albuquerque intendeva dominare il mondo musulmano e controllare il commercio delle spezie. Un attacco fallito contro Calicut nel gennaio 1510 venne seguito subito dalla cattura della città di Goa. Albuquerque, vedendosi impossibilitato a mantenere il controllo sulla città, la abbandonò in agosto, per poi ritornare con dei rinforzi in novembre, ottenendone il possesso indiscusso. Nell'aprile 1511, partì da Goa per arrivare sulla penisola di Malacca con una forza di 1200 uomini e 17-18 navi. Conquistò la penisola il 24 agosto 1511 dopo una intensa battaglia seguita per tutto il mese di luglio. Albuquerque rimase a Malacca fino al novembre 1511 per preparare difese contro un possibile attacco dei malesi. Ordinò l'uccisione di tutta la popolazione musulmana cittadina per azzerare le divergenze religiose e convincere gli indù e i musulmani dell'entroterra a convertirsi al Cristianesimo. Ordinò in seguito una spedizione verso oriente per cercare le "isole delle spezie" di Maluku.

### Varie operazioni
Nel 1512 partì per raggiungere la costa di Malabar. Durante il viaggio si verificò una potente tempesta, e il suo vascello, il Flor do Mar, che portava il suo tesoro di conquista, venne distrutto e solo lui stesso riuscì a salvarsi. Nel settembre dello stesso anno giunse a Goa, dove pose fine a una rivolta iniziata da Idalcan, e prese diverse misure per assicurare pace e sicurezza nella città principale dell'impero coloniale portoghese in India. Albuquerque per qualche tempo fu agli ordini del governo e gli venne incaricato di portare a termine una spedizione nel Mar Rosso, per assicurarsi che i portoghesi avessero il controllo esclusivo di quella rotta commerciale. La sua ultima missione di tipo guerrigliero si svolse nel 1515 con un attacco a Hormuz. Gli abitanti dell'isola non opposero resistenza e rimase in mano portoghese fino al 1622.

### Spedizioni in Cina
Nel 1513 Jorge Álvares partì per una missione sotto il comando di Albuquerque nel mare cinese, e in breve Albuquerque mandò Rafael Perestrello nel sud della Cina per iniziare una relazione diplomatica commerciale con la dinastia Ming. Dalla Malacca portoghese, Rafael partì per andare a Canton nel 1513 e ancora nel 1515-1516 per commerciare con i cinesi. Questi viaggi, assieme a quelli di Tomé Pires e Fernão Pires de Andrade, furono i primi contatti di tipo commerciale tra europei e cinesi. Dopo la morte dell'Imperatore Zhengde, avvenuta il 19 aprile 1521, le fazioni conservatrici della corte cercarono di limitare l'influenza dei portoghesi espellendo gli ambasciatori e combattendoli via mare presso Tuen Mun e Tomé venne costretto a scrivere delle lettere a Malacca dove diceva che lui e gli altri ambasciatori non sarebbero stati rilasciati dalle prigioni cinesi fino a quando i portoghesi non avessero lasciato la penisola di Malacca, restituendola al re deposto in precedenza (che era un vassallo tributario della dinastia Ming). Le relazioni tra il Portogallo e la Cina ritornarono alla normalità nel 1540 e nel 1557 i portoghesi fondarono la base di Macao, con il consenso dei Ming.

## Declino politico e morte
La carriera di Albuquerque ebbe una svolta dolorosa e ignominiosa. Alla corte portoghese aveva diversi nemici che non persero l'opportunità di fomentare la gelosia del Re Manuele contro di lui e in certe occasioni la sua condotta arbitraria e i suoi giudizi servirono fin troppo al loro scopo. Al ritorno da Hormuz, all'entrata del porto di Goa, Alfonso incontrò un vascello europeo che portava un messaggio annunciante la sua sospensione per mano del suo rivale Lopo Soares de Albergaria. Il colpo fu troppo grande e Alfonso morì il 16 dicembre 1515.
Prima della sua morte scrisse una lettera al re, dove rivendicava la bontà del suo operato e richiedendo che gli onori e la ricompensa per ciò che aveva svolto per la corona portoghese fossero riconosciuti al figlio, se non per sé stesso. Il suo corpo venne sepolto a Goa, nella chiesa di Nostra Signora. Il re del Portogallo si convinse troppo tardi della fedeltà di Alfonso e cercò di rimediare all'ingratitudine con cui l'aveva trattato lasciando gli onori al figlio naturale di Alfonso, Brás de Albuquerque (1501 - 1581).
Nel 1576 Brás pubblicò lettere e papiri scritti da suo padre con il titolo Commentarios do Grande Affonso d'Alboquerque, i quali erano stati raccolti nel 1557.

## Curiosità
- Una varietà di mango che Albuquerque soleva portare con sé durante i viaggi in India è stata chiamata con il nome Mango Alphonso in suo onore; questo frutto è venduto in tutto il mondo.[6]